# Svegliati e uccidi
Svegliati e uccidi (Lutring) è un film del 1966, diretto da Carlo Lizzani. È un film drammatico ispirato alla vita del rapinatore italiano Luciano Lutring.
Assieme al film Banditi a Milano, diretto due anni dopo sempre da Lizzani, è considerato il precursore del filone poliziottesco.

## Trama
Milano. Luciano Lutring è un ragazzo che non ha affatto voglia di lavorare. Inizia quindi a fare il rapinatore, rendendosi autore di una serie di rapine in banca e guadagnandosi il soprannome di "Solista del mitra" a causa del mitra che porta sempre nascosto dentro una custodia di violino.

## Ambientazione
La sequenza dei titoli di testa del film è una larga panoramica della piazzetta in viale Francesco Restelli, a Milano; la zona è oggi molto cambiata e dalla stessa prospettiva si può vedere la facciata posteriore di Palazzo Lombardia.

## Distribuzione
Il film venne distribuito nel circuito cinematografico italiano il 6 aprile 1966.

## Accoglienza

### Incassi
Il film risultò il 92° incasso al botteghino italiano della stagione 1965-1966.

## Riconoscimenti
- 1967 - Nastro d'argento
  - Migliore attrice protagonista a Lisa Gastoni
- 1966 - Globo d'oro
  - Miglior attrice a Lisa Gastoni

## Opere correlate
La figura di Luciano Lutring ha in seguito ispirato anche il film Lo Zingaro di José Giovanni, uscito nel 1975.